# Hermann Ebel (Organist)
Hermann Ebel (auch Aebel geschrieben; † 1616 in Lübeck) war ein deutscher Organist.

## Leben
Hermann Ebel stammte aus einer Familie von Kirchenmusikern. Sein Vater David Ebel (Aebel) war Organist der Lübecker Marienkirche bis 1572 und gleichzeitig Ratsmusikant. Für 1557 und 1564 sind Aufenthalte bei dem humanistischen Herzog Ulrich von Mecklenburg am Hof auf Schloss Güstrow bezeugt. Sein Bruder David Ebel (der Jüngere) war seit 1588 Lübecker Bürger und wurde an Johannis 1593 zum Organisten der Aegidienkirche gewählt.
Hermann Ebel wurde 1590 aus Stralsund, wo er von 1579 bis 1589 an der dortigen Marienkirche als Organist tätig war, an die Lübecker Petrikirche berufen. 1594 erhielt er auch die ihm schon bei seiner Berufung versprochene Stelle des Werkmeisters. Zusätzlich war er Ratsmusikant und Spielgreve. Dieser hatte die Aufsicht über die Spielleute in der Stadt und war für die Einhaltung der Ratsverordnungen verantwortlich, die die bei Hochzeiten und Feiern zulässigen Musiken regelten.
Zu Michaelis 1611 wurde er als Nachfolger von Heinrich Marcus auf die Stelle des Organisten der Marienkirche berufen, die er bis zu seinem Tod 1616 innehatte. Beide „gehörten zu den 53 Organisten, die die von David Beck 1592-96 erbaute und damals Aufsehen erregende Gröninger Orgel in der Schloßkirche zu Gröningen bei Halberstadt zu ‚besprechen und examinieren‘ hatten.“
Ebel erhielt ein Jahresgehalt von 300 Mark Lübsch (ein Drittel mehr als auf seiner Stelle an St. Petri) und freie Wohnung. 1614 ist er wieder als Gutachter bei der Abnahme des Orgelneubaus der Georgenkirche in Wismar bezeugt.
Sein Nachfolger wurde Peter Hasse.